# ایلیا ایویچ
ایلیا ایویچ (صربی: Ilija Ivić؛ زادهٔ ۱۷ فوریهٔ ۱۹۷۱) بازیکن فوتبال اهل صربستان بود.
از باشگاه‌هایی که در آن بازی کرده‌است می‌توان به باشگاه فوتبال آریس سالونیک، باشگاه فوتبال ستاره سرخ بلگراد، باشگاه فوتبال تورینو، باشگاه فوتبال المپیاکوس، و باشگاه فوتبال آ. ا. ک آتن اشاره کرد.
وی همچنین در تیم ملی فوتبال صربستان و مونته‌نگرو بازی کرده‌است.